# 社衡媒體
社衡媒體（英語：Parity Media HK）曾經是一間非牟利網路新聞媒體。該媒體前身為中學生連線編輯委員會，於2020年4月成立，並於2023年停止運作。該媒體為香港公民記者組織，於反對逃犯條例修訂草案運動間由數名中學生組成。該媒體宗旨為「作為紮根於香港的實驗性網絡媒體，本媒致力弘揚本土文化，喚起香港人對文化的重視」。該媒體主要於其網站或社交媒體發佈本地、國際新聞文章、社論、現場新聞直播、紀錄片以及其他新聞影片。

## 爭議
反對逃犯條例修訂草案運動爆發，學生媒體數量不斷上升，引起對記者年齡以及其新聞可靠性的關注。有聲音反對學生記者於示威現場採訪，時任行政長官亦有留言。作為回應該媒體連同其他學生媒體，例如深學媒體，簽署學生記者協議作互相監察。